# زومبي-لون
زومبي-لون (باليابانية: ゾンビローン، بالروماجي: Zonbi Rōn) (بالإنجليزية: Zombie-Loan)‏ هي سلسلة مانغا يابانية من تأليف Peach-Pit، نشرت من قبل سكوير إنكس في مجلة غانغان كوميز، صدرت في نوفمبر عام 2002 حتى مارس 2011، وتكونت 13 مجلد.  اقتبست إلى أنمي تلفزيوني من قبل استوديو Xebec M2، عرض الأنمي في 3 يوليو عام 2007 واستمر عرضه حتى 11 سبتمبر عام 2007، وتكون من 13 حلقة. تم ترخيص الأنمي في أمريكا الشمالية من قبل Discotek Media.

## القصة
تدور أحداث القصة عن ميتشيرو كيتا، هي فتاة تملك عيون الشينغامي، التي تمكها من معرفة موعد موت أي شخص من خلال رؤية حلقة حول عنق الشخص. تظهر حلقة رمادية حول رقبة الشخص الذي يوشك على الموت، وعندما تغميق مع مرور الوقت يموت الشخص. تشيكا أكاتسوكي وشيتو تاتشيبانا، صبيان في صفها، كلاهما لديه حلقات سوداء حول أعناقهما، لكنهما لا يزالان على قيد الحياة، وتحول ميتشيرو معرفة سبب عدم موتهما.

## الشخصيات

### الشخصيات الرئيسية
ميتشيرو كيتا (باليابانية: 紀多 みちる، بالروماجي: Kita Michiru)
مؤدية الصوت: هوكو كواشيما
تشيكا أكاتسوكي (باليابانية: 赤月 知佳، بالروماجي: Akatsuki Chika)
مؤدي الصوت: كينيتشي سوزومورا
شيتو تاتشيبانا (باليابانية: 橘 思徒، بالروماجي: Tachbana Shito)
مؤدي الصوت: تاكاهيرو ساكوراي

### شخصيات أخرى
بيكو (باليابانية: 鼈甲، بالروماجي: Bekkō)
مؤدي الصوت: توشيوكي موريكاوا
يوتا (باليابانية: 由詩، بالروماجي: Yuuta)
مؤدية الصوت: تشيوا سايتو
ساواتاري أوتسو (باليابانية: 沢渡 乙، بالروماجي: Sawatari Otso)
مؤدي الصوت: تاكانوري هوشينو
سوتتسو أسو (باليابانية: 麻生 蘇鉄، بالروماجي: Asō Sotetsu)
مؤدي الصوت: كينتارو إيتو
كويومي يويماتشي (باليابانية: 宵町 暦، بالروماجي: Yoimachi Koyomi)
مؤدية الصوت: كانا أويدا
شيموتسوكي كوزي (باليابانية: 久世 霜月، بالروماجي: Kuze Shimotsuki)
مؤدية الصوت: ساوري غوتو

## وصلات خارجية
- الموقع الرسمي (باليابانية)
- زومبي-لون على موقع ANN manga (الإنجليزية)